# ギョルジュク海軍工廠
ギョルジュク海軍工廠 (トルコ語: Gölcük Donanma Tersanesi) はトルコのコジャエリ県ギョルジュクにある造船所で、トルコ海軍のギョルジュク海軍基地の敷地内に立地している。マルマラ海東岸に面するこの造船所は1926年に設立され、以来トルコ海軍艦艇の建造・修繕を担っている。3,221人の従業員を擁し、敷地面積255,526平方メートル (2,750,460 sq ft)、うち屋根付き建築物は121,466平方メートル (1,307,450 sq ft) に及ぶ。

## 歴史
第一次世界大戦後、損傷した巡洋戦艦ヤウズ・スルタン・セリムを修理するために、その巨大な艦体を収容できる浮きドックが必要であった。その建設地としてイズミット湾南岸のギョルジュクが選定された。ドイツの造船所フレンダー・ヴェルケが浮きドックと兵営を建設し、1926年にギョルジュク海軍工廠が設立された。
1942年には修繕設備が拡張され、付帯する機械工場や鋳造所なども整備された。用地にはギョルジュクの沼地や湖、ヘーゼルナッツ園が充てられた。これは1923年に締結されたローザンヌ条約により、ボスポラス海峡・ダーダネルス海峡への軍事施設の設置が禁じられたことから、金角湾やイスタンブールのイスティニエにあったトルコ海軍の施設をギョルジュクに移転することになったためである。
1947年以降は、造船所の主要施設はNATOの補助金を受けて整備された。現在、ギョルジュク海軍工廠では潜水艦、コルベット、フリゲート、揚陸艦の他、最大30,000DWTの商船などを建造することができ、イスタンブールのトゥズラにあるペンディク海軍工廠に次いで、トルコで2番目に大きな造船所となっている。

## マイルストーン

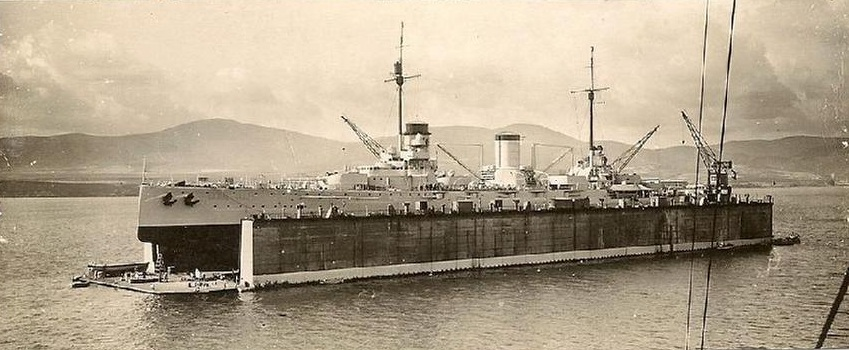
新設の浮きドックに入渠したヤウズ・スルタン・セリム。1928年頃。

ヤウズ・スルタン・セリムの修理が完了した後、1番船の建造が始まった。1934年7月26日に石油タンカーが起工され、全長58.60 m（192.3フィート）の船体が16ヵ月で建造された。この石油タンカーは造船所にちなんでMT ギョルジュクと命名されて1935年11月1日に進水した。これはトルコ共和国建国後初めて建造された船でもあった。MT ギョルジュクは1983年まで約半世紀に渡って運航された。
1980年、ギョルジュク海軍工廠で1,000トン級のアイ級潜水艦を建造したことは、トルコの造船史における重要な画期となった。また、近代的フリゲート TCG ファーティフ (F-242)は1988年の海軍造船所国際プレステージ賞を受賞した。
2008年1月4日の時点で、ギョルジュク海軍工廠では総計454隻の艦船が建造された。

## 主な建造艦艇
- 7,500トン対応浮きドック[8]
- アカー級洋上艦隊給油艦 (大型タンカー)[9]
- ヤウズ級フリゲート (MEKO200 TN I)[10]
  - TCG ファーティフ (F-242) 1987年4月24日進水、1988年10月12日就役
  - TCG ユルドゥルム (F-243) 1988年7月22日進水、1989年11月17日就役
- バルバロス級フリゲート (MEKO200 TN II-A)[11]
  - TCG オルチレイス (F-245) 1994年7月28日進水、1997年5月23日就役
- サーリヒレイス級フリゲート (MEKO200 TN II-B)
  - TCG ケマルレイスII (F-247) 1998年7月28日進水、2000年6月8日就役
- アイ級潜水艦 (209/1200型)[12]
  - TCG ユルドゥライ (S-350) 1981年7月20日就役
  - TCG ドーアナイ (S-351) 1984年11月16日就役
  - TCG ドルナイ (S-352) 1990年9月14日就役
- プレヴェゼ級潜水艦 (209/T1.1400型)[12]
  - TCG プレヴェゼ (S-353) 1994年7月28日就役
  - TCG サカリヤ (S-354) 1995年12月21日就役
  - TCG オンセキズ・マルト (S-355) 1998年6月29日就役
  - TCG アナファルタラル (S-356) 1998年10月12日就役
- ギュル級潜水艦 (209/T2.1400型)[12][13]
  - TCG ギュル (S-357) 2003年7月24日就役
  - TCG チャナッカレ (S-358) 2004年12月13日就役
  - TCG ブラクレイス (S-359) 2006年11月1日就役
  - TCG ビリンジ・イニョニュ (S-360）2007年5月24日進水、2008年6月27日就役
- クルチII-B型高速巡視艇[14][15]
  - TCG アタク (P-337) 2006年進水、2008年7月24日就役
- 80型沿岸警備艇[15][16]
  - TCSG-3 沿岸警備艇
  - TCSG-92 高速沿岸警備艇
- カーン型沿岸警備艇
  - MRTP-15、MRTP-29、MRTP-33

## プロジェクト
- 沿岸警備隊向け捜索救助船
- 高速巡視船
- 高速巡視船
- 戦車揚陸艇 (LCT)
- 戦車揚陸艦 (LST)
- ドック型輸送揚陸艦 (LPD)
- 機雷掃討艇
- 新型警備艇
- レイース級 (214TN型) AIP潜水艦
- 海洋サルベージ船
- 潜水艦救難母艦 (MOSHIP)[17]